# Nördlicher Schafalpenkopf
Der Nördliche Schafalpenkopf (auch Höchster Schafalpenkopf, Nordöstlicher Schafalpenkopf oder Dritter Schafalpenkopf) ist ein 2320 m hoher Berg in den Allgäuer Alpen. Er ist Teil des Mindelheimer Klettersteigs.

## Lage und Umgebung
Der Gipfel des Nördlichen Schafalpenkopfs befindet sich auf dem Staatsgebiet von Deutschland im Bundesland Bayern. Somit liegt er auf dem Verwaltungsgebiet des Landkreises Oberallgäu und gehört zu Oberstdorf. Etwas nordwestlicher vom Gipfel verläuft die Grenze zu Österreich mit dem Bundesland Vorarlberg und mit der Gemeinde Mittelberg.
Nach Norden liegt der Fiderepass (2033 m) mit der Fiderepasshütte (2067 m), die den Übergang zur Oberstdorfer Hammerspitze (2260 m) bilden. Nach Osten verläuft der Bergkamm über die Fiderescharte (2214 m) und die Rossgundscharte (2005 m) zum Roßgundkopf (2139 m). Zwischen den genannten Kämmen zieht das Tal des Warmatsgundsbachs nach Nordosten, während im Süden des Dritten Schafalpenkopfs das Rappenalptal liegt. Im Südwesten geht der Nördliche Schafalpenkopf zum Mittleren Schafalpenkopf über.
Noch weiter südwestlich liegt die Kemptner Scharte (2208 m). Von hier aus erreicht man den Liechelkopf (2384 m). Die Dominanz des Nördlichen Schafalpenkopfs beträgt 2,9 Kilometer, sie reicht damit bis zum Elfer (2387 m) im Westen.
Im Nordwesten des Berges befindet sich das Wildental, das ins Kleinwalsertal führt.

## Geologie
Der Nördliche Schafalpenkopf ist aus Hauptdolomit aufgebaut.

## Namensherkunft
Die Namensherkunft der Schafalpenköpfe ist unter Schafalpenköpfe nachzuvollziehen.

## Alpinismus

### Stützpunkte
Stützpunkte für Touren auf den Nördlichen Schafalpenkopf sind die Fiderepasshütte und die Mindelheimer Hütte (2013 m). Daneben ist ein Zugang von Mittelberg durchs Wildental und von der Bergstation der Kanzelwandbahn möglich.

### Routen
Als Normalweg für den Nördlichen Schafalpenkopf zählt der Mindelheimer Klettersteig. Dieser mittelschwere Klettersteig (C) überschreitet den Berg von Nordosten nach Südwesten. Dabei helfen Drahtseilversicherungen, Eisenklammern und eine Leiterbrücke im Gipfelbereich dem Bergsteiger.
Die Routen aus der Zeit vor dem Bau des Klettersteigs spielen heute kaum noch eine Rolle. Der ehemalige Normalweg hatte die Schwierigkeit I. Er führte durch das südwestliche gelegene Kar Große Wanne zum Gipfel. Eine Route durch die Ostwand (IV. Schwierigkeitsgrad) wurde 1920 durch K. Dietmann und O. Metzger begangen. Die Nordflanke vom Fiderepass hat die Schwierigkeit III und verläuft in brüchigem Stein. Der Südostgrat hat die Schwierigkeit IV+.

## Bilder

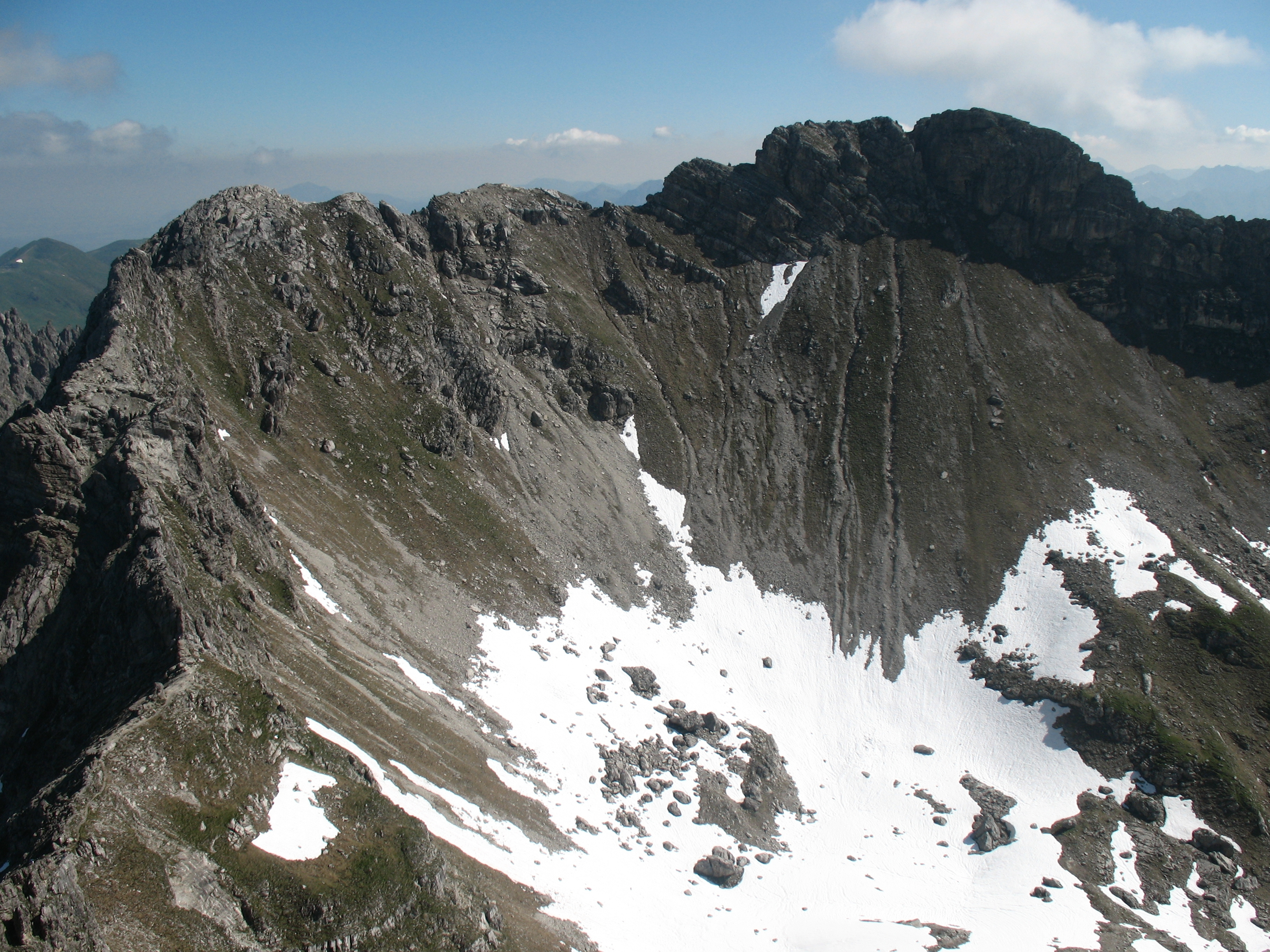
Aus Südwesten mit Großer Wanne
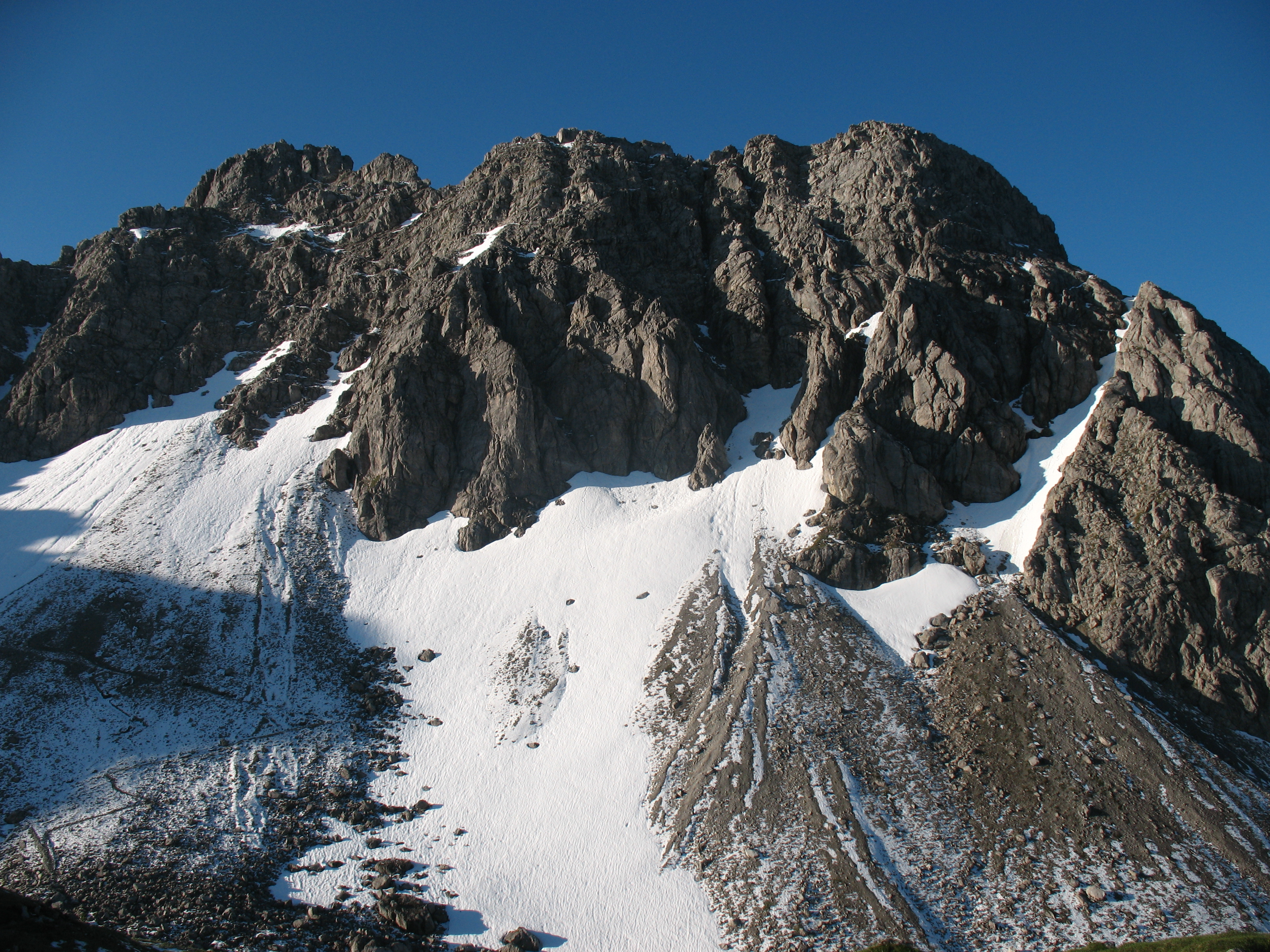
Von der Fiderepasshütte
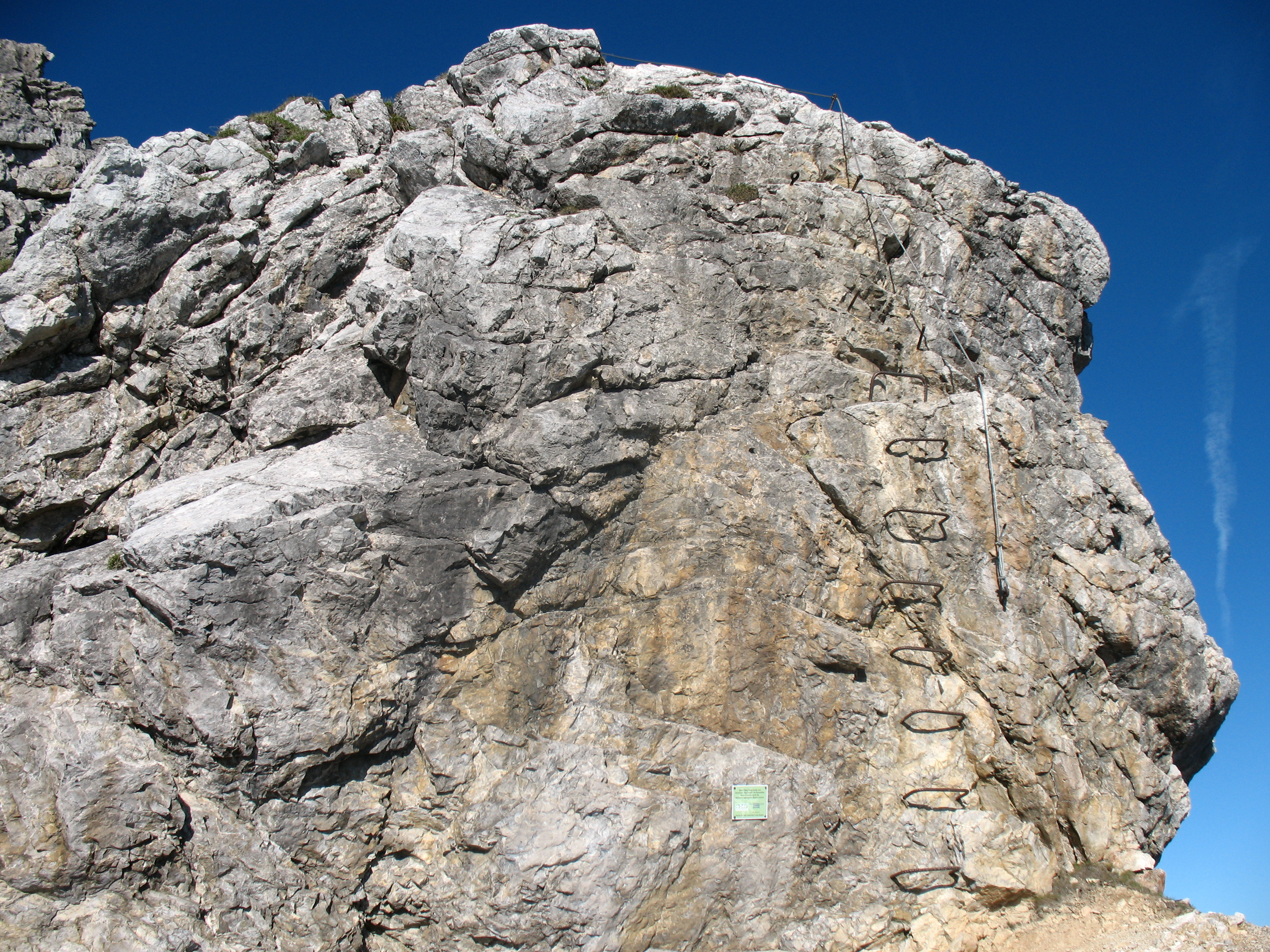
Klettersteig-Einstieg
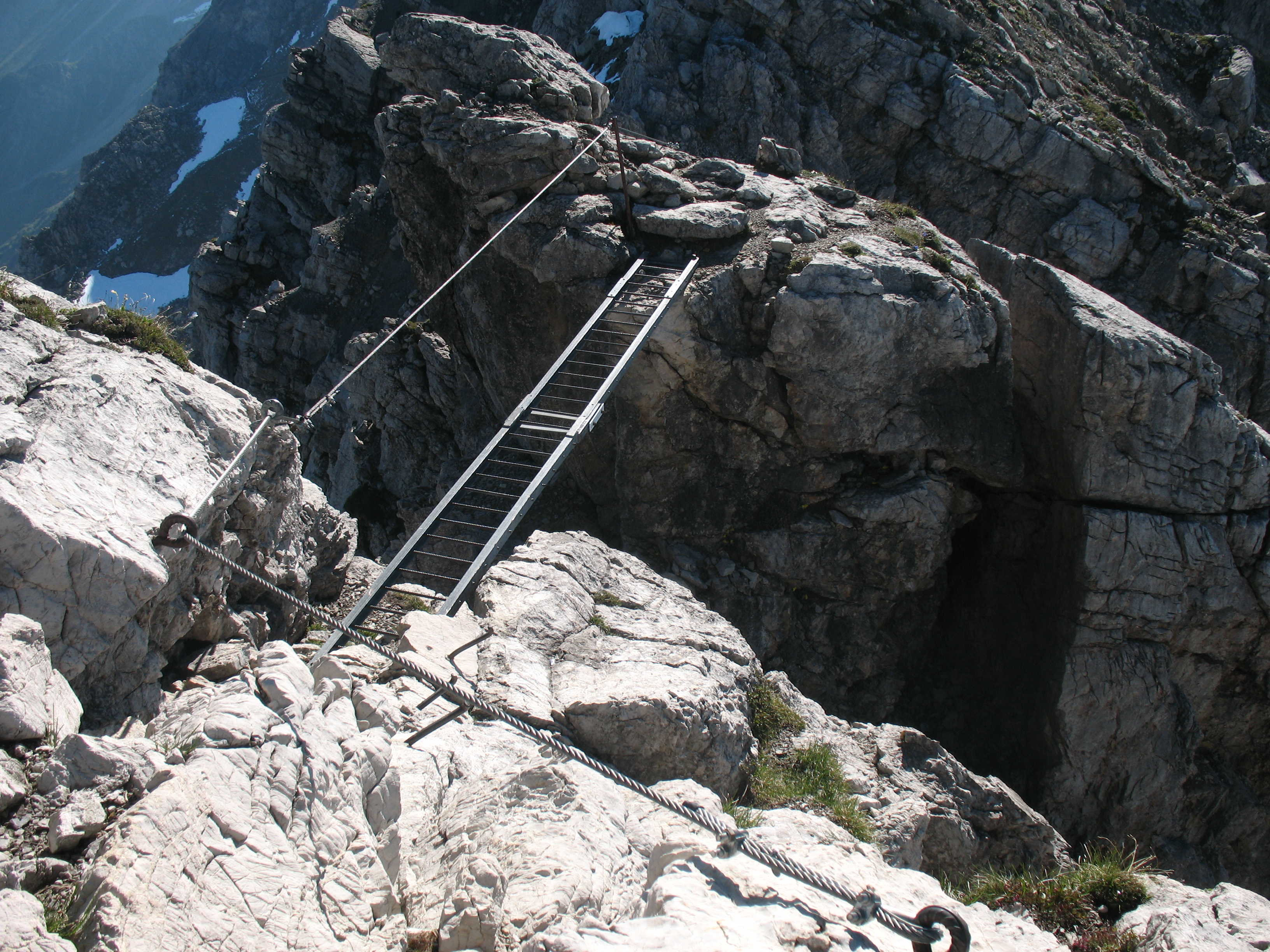
Leiterbrücke am Gipfel